# 1843 au Nouveau-Brunswick
Chronologie du Nouveau-Brunswick
- 1839
- 1840
- 1841
- 1842
- 1843
- 1844
- 1845
- 1846
- 1847

Cette page concerne des événements survenus en 1843 dans la colonie du Nouveau-Brunswick.

## Événements
- Lauchlan Donaldson succède à William Black au poste du maire de Saint-Jean.

## Naissances
- 16 mars : James Mitchell, premier ministre du Nouveau-Brunswick.
- 18 avril : Josiah Wood, lieutenant-gouverneur du Nouveau-Brunswick.

## Décès
- 6 octobre : Archibald Campbell, lieutenant-gouverneur du Nouveau-Brunswick.